# Acacia alata
Acacia alata är en ärtväxtart som beskrevs av Robert Brown. Acacia alata ingår i släktet akacior, och familjen ärtväxter.

## Underarter
Arten delas in i följande underarter:
- A. a. alata
- A. a. biglandulosa
- A. a. platyptera
- A. a. tetrantha

## Bildgalleri

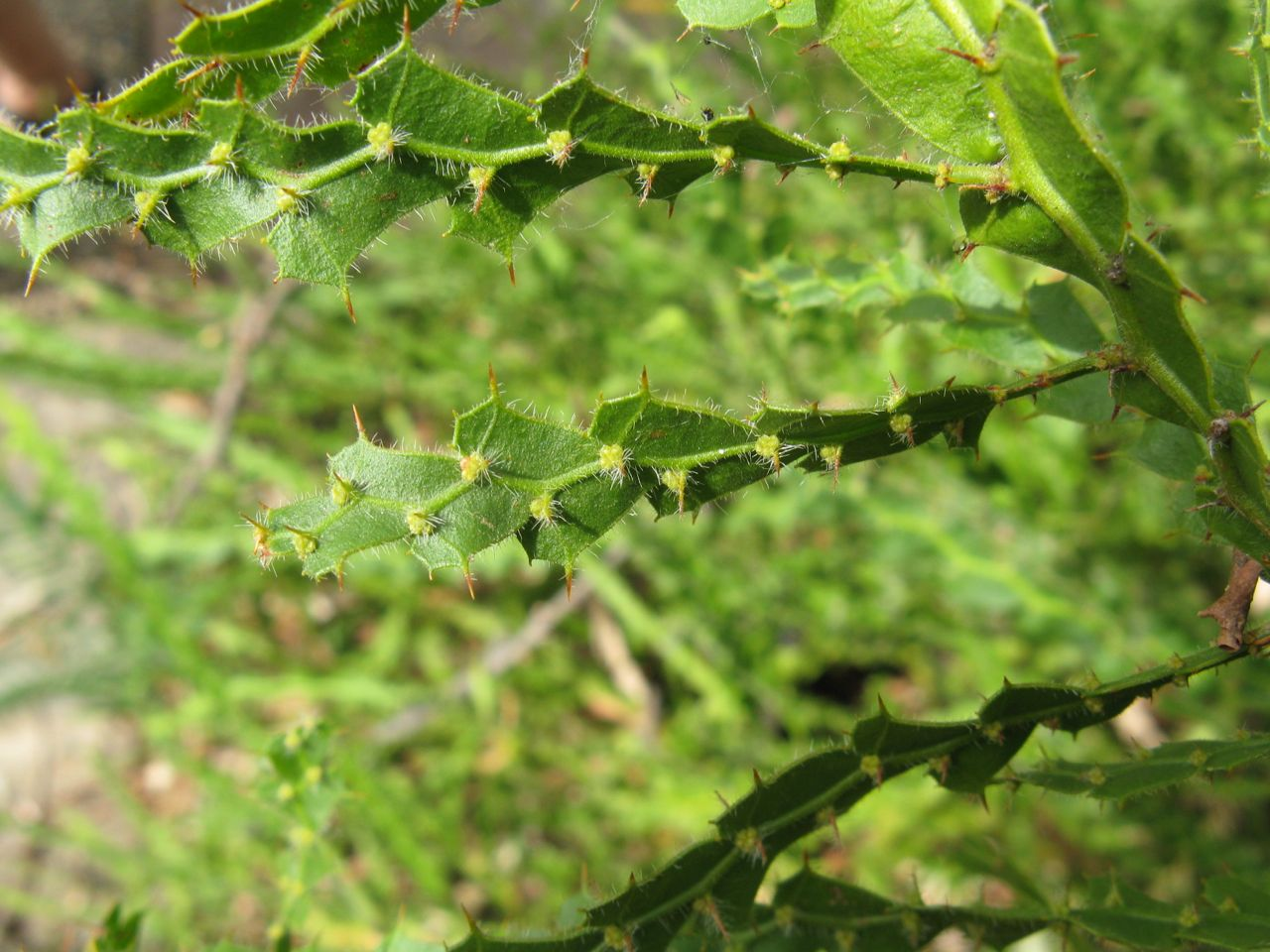